# 疣草
疣草（学名：Murdannia keisak）为鸭跖草科水竹叶属的植物。原生於南亞至東北亞一帶，包括日本、朝鲜、台灣以及中国大陆的吉林、浙江、福建、辽宁、江西等地，在北美為入侵種，生长于海拔350米至1,400米的地区，常生长在稻田边、溪边、溪边草丛中、水边、山谷田边湿地、水边湿地、湿地、丘陵路边以及沼泽地。可沉水或挺水生長，有時作為觀賞水草種植。